# Vol JS Air 201
Le 5 novembre 2010, le vol JS Air 201, un vol charter assuré par un Beechcraft 1900, reliant Karachi au champ gazier de Bhit Shah, dans le district de Jamshoro, au Pakistan, s'est écrasé près de l'aéroport international Jinnah de Karachi, après avoir subi un dysfonctionnement du moteur droit après le décollage. Les 21 passagers et membres d'équipage à bord sont tous tués dans l'accident.

## Avion et équipage
L'appareil impliqué est un bi-turbopropulseur de type Beechcraft 1900C, immatriculé AP-BJD. Il est entré en service en 1991 et, au moment de l'accident, il avait cumulé environ 18 000 heures de vol.
Le commandant de bord est Naeem-ul-Haq, 53 ans, de nationalité pakistanaise. Il a commencé à officier comme copilote pour JS Air en juin 2006, après une longue carrière effectuée dans les Forces aériennes pakistanaises (PAF). Il avait cumulé un total de 8 114 heures de vol, dont 1 820 heures sur Beechcraft 1900.
Le copilote est Noman Shamsi, 33 ans, de nationalité pakistanaise. Il a reçu sa qualification sur avion multimoteur le 23 décembre 2004. Il a rejoint JS Air et a suivi sa formation au sol et sur simulateur de Beechcraft 1900 au Royaume-Uni en 2006. Après avoir terminé sa formation de pilote chez JS Air, il a été autorisé à voler, en tant que copilote sous supervision, en février 2007. Il est devenu commandant de bord en mars 2010. Il avait cumulé un total de 1 746 heures de vol, dont 1 338 sur Beechcraft 1900.

## Accident
Le vol 201 est un vol charter, affrété par la compagnie d'hydrocarbures italienne Eni pour transporter du personnel vers un champ gazier près de Bhit Shah, dans le district de Jamshoro, au Pakistan.
L'avion a décollé de la piste 25L à 07h04. Peu après le décollage, l'avion subit une perte de puissance anormale sur le moteur n°2 (celui de l'aile droite) et l'équipage a décidé de rebrousser chemin vers l'aéroport de Karachi. Le contrôleur a autorisé le vol pour un atterrissage d'urgence sur la piste 25L.
Pendant ce temps, l'équipage a des difficultés à faire face à la situation d'urgence. Ils n'ont pas réussi à rétracter le train d'atterrissage et le commandant de bord a fait référence par erreur au moteur n°1 (celui de gauche) comme celui connaissant des problèmes de performances, alors que les 2 pilotes savaient que c'est le moteur n°2 qui ne fonctionnait pas correctement.
Selon l'enregistreur phonique du poste de pilotage, le copilote a tenté de mettre en drapeau manuellement l'hélice du moteur n°2 sans les instructions du commandant de bord et avant que l'avion n'ait atteint une altitude de 400 pieds (120 m), d'après les procédures recommandées.
En rejoignant la trajectoire d'approche pour la piste 25L, l'angle d'inclinaison sur la droite a augmenté jusqu'à 52°. La vitesse a diminué et l'avion, perdant continuellement de l'altitude, est entré en décrochage, avant de s'écraser au sol à 07h05.

## Enquête
L'enquête, menée par l'Autorité de l'aviation civile du Pakistan, a conclu que la cause principale de l'accident est la réaction inappropriée du commandant de bord pour faire face au dysfonctionnement du moteur droit, et plus généralement le non-respect par l'équipage des procédures prescrites par le constructeur de l'avion lors de circonstances anormales.